# Exoneura richardsoni
Exoneura richardsoni är en biart som beskrevs av Rayment 1951. Exoneura richardsoni ingår i släktet Exoneura och familjen långtungebin. Inga underarter finns listade i Catalogue of Life.

## Bildgalleri

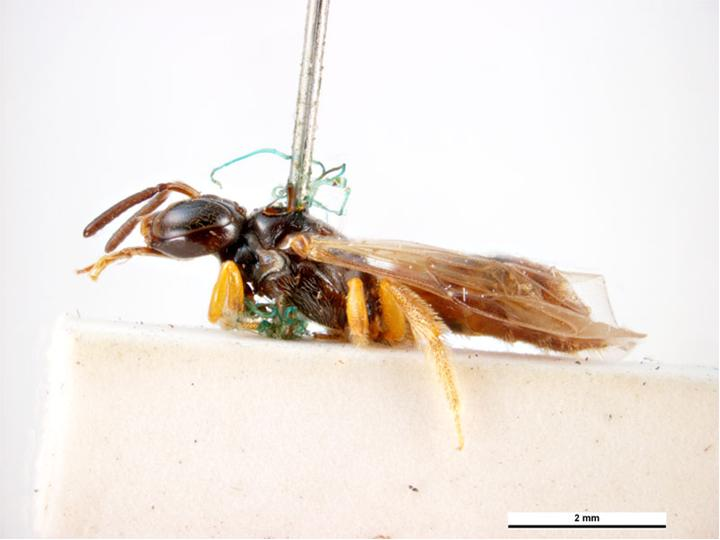